# Île des Vieilles
L'île des Vieilles est un îlot rocheux, composé de rochers roux, située à l'est de Saint-Raphaël, près du site d'Anthéor. Il appartient au massif de l'Esterel. C'est l'îlot le plus étendu de la côte de ce massif.
Le nom de l'île fait sans doute référence à un type de poisson méditerranéen dénommé vieille.
Est également nommé localement île des Veilles en référence à l'usage qui en aurait été fait pour prévenir les risques d'échouage des navires.
Au sud de l'île se trouve la balise cardinale sud dite la chrétienne. Elle signale un endroit a contourner ou se sont échoués de nombreux navires. C'est un remarquable site de plongée.

## Faune et flore
Cet îlot a la particularité d'abriter des espèces botaniques qu'on ne trouve plus à Anthéor sur les rives d'en face (il faut remonter plus loin vers le Cap Roux pour trouver autant de diversité).

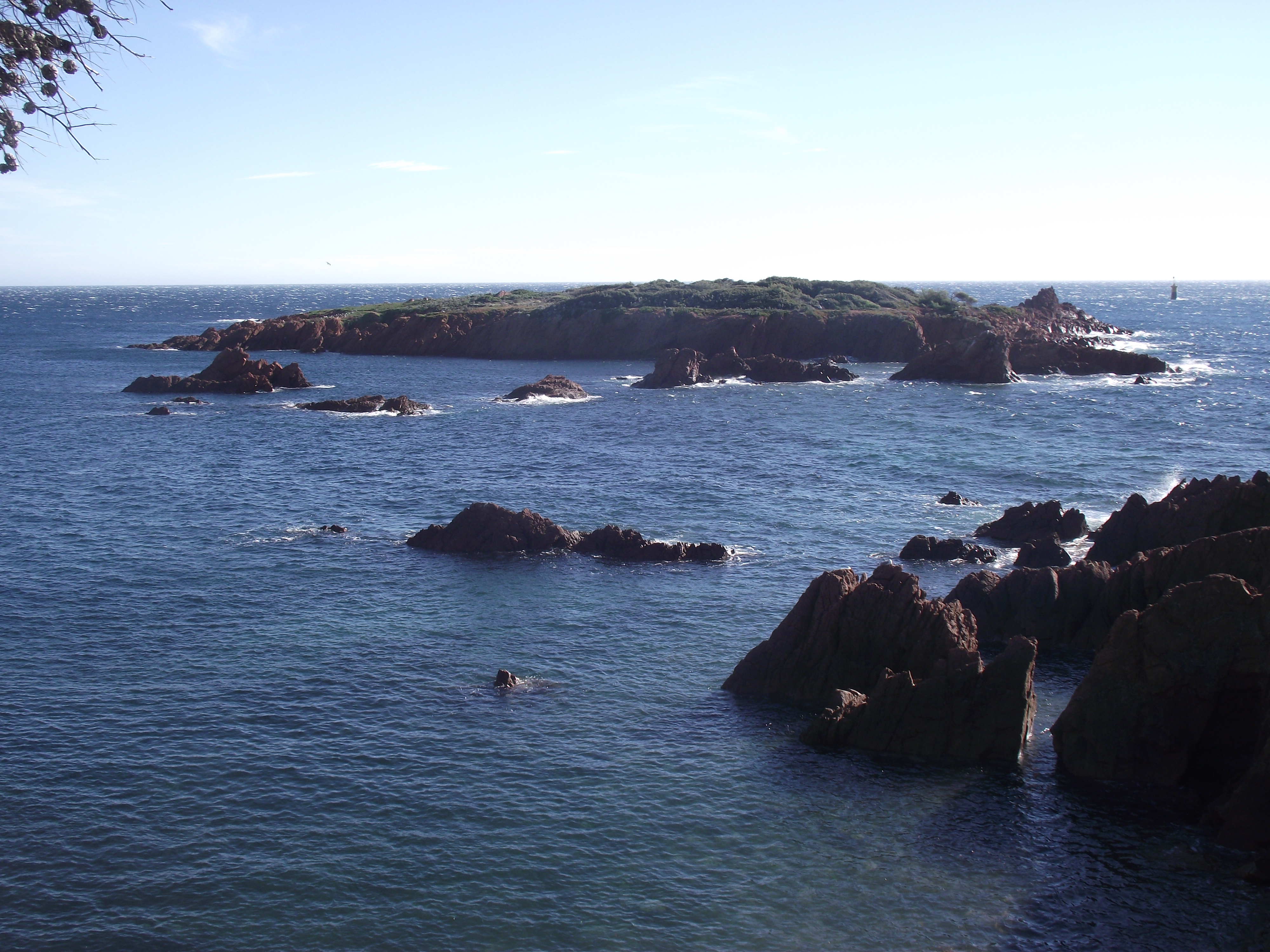
Île des Vieilles vue d'Anthéor
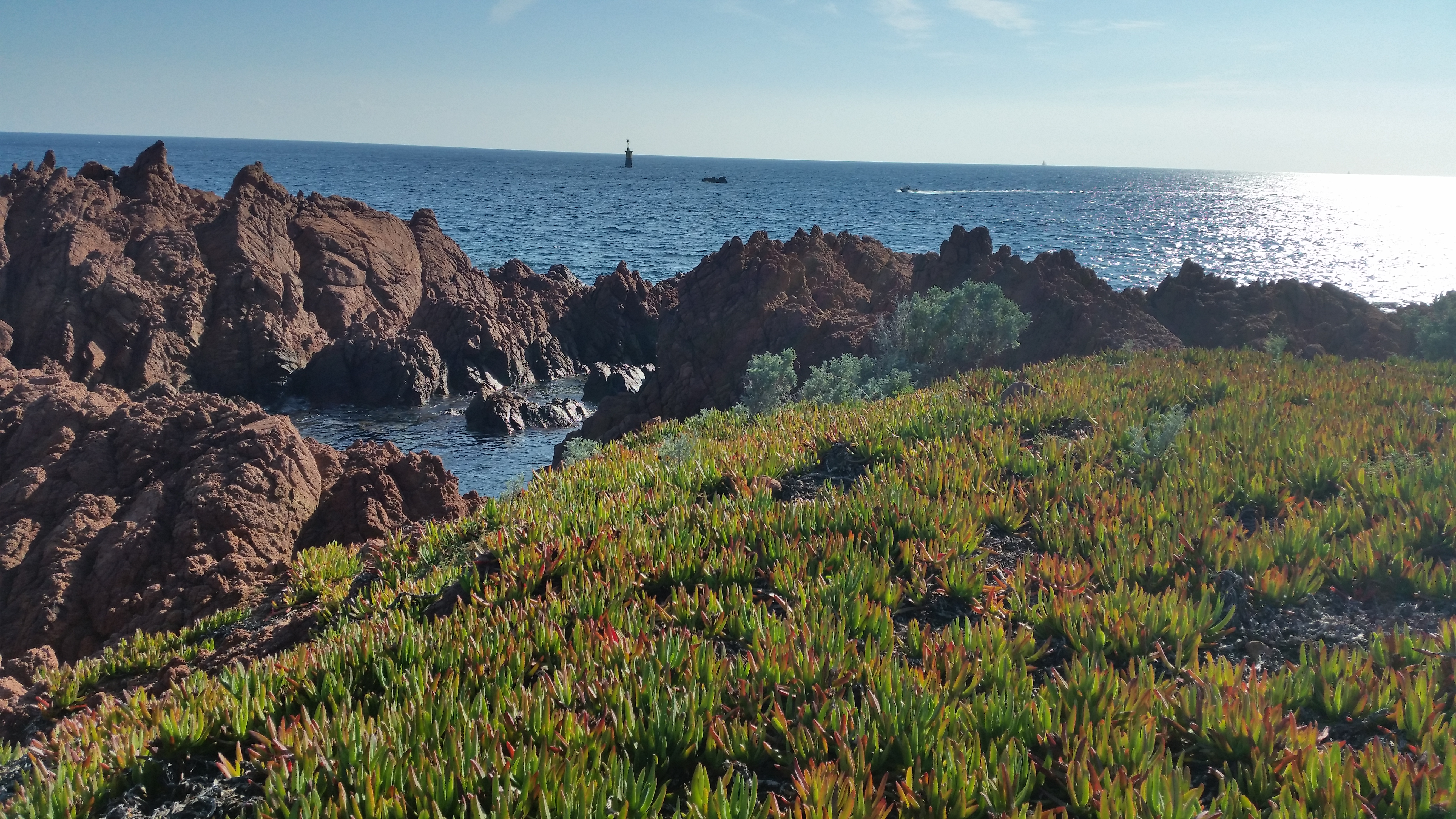
Vue depuis le sud de l'île vers le large et la tourelle Cardinale Sud dite de la Chrétienne. Au premier plan, des Griffes de sorcière très nombreuses sur l'île.
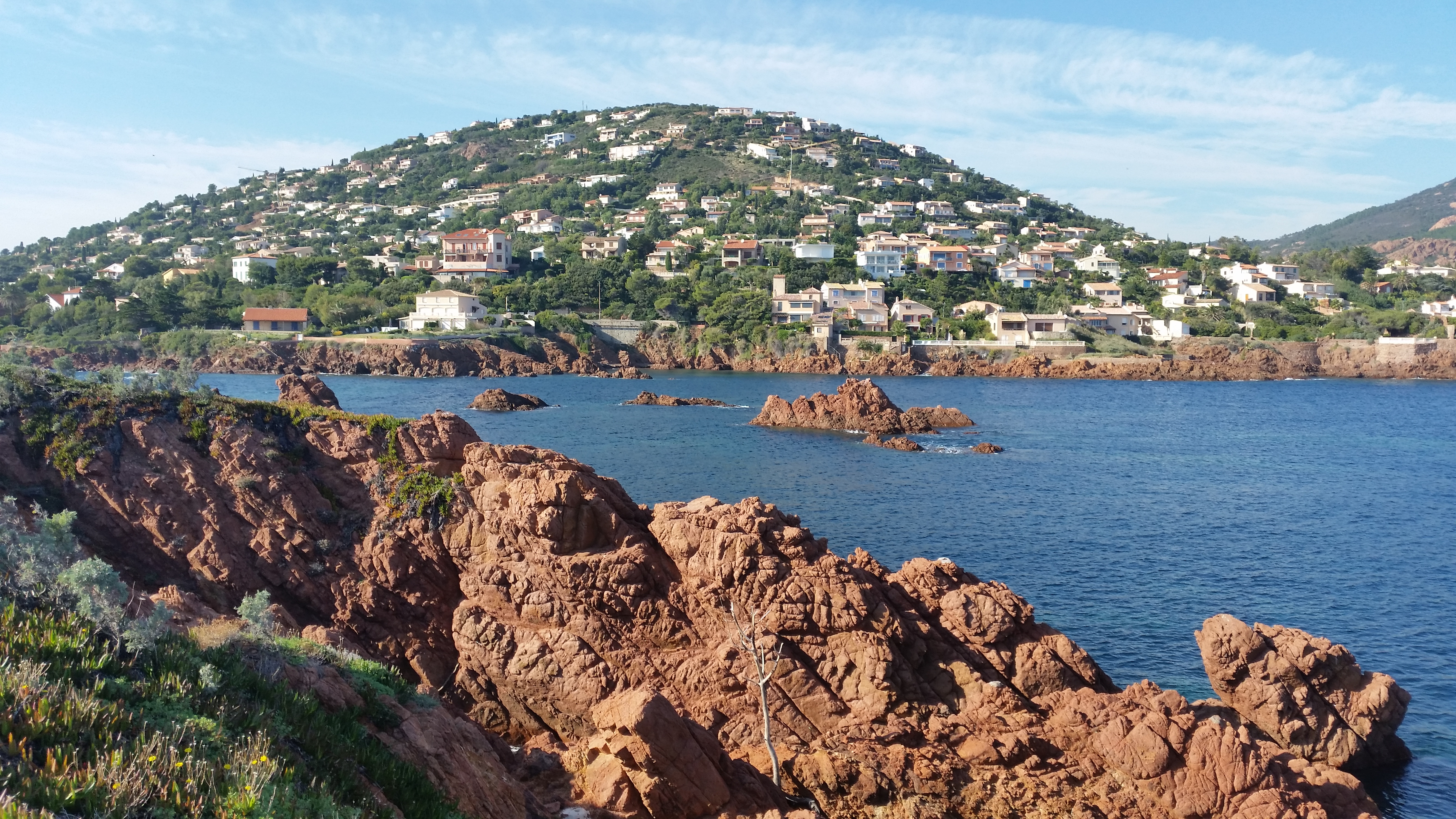
Vue depuis le nord de l’île vers la côte d'Anthéor et Agay
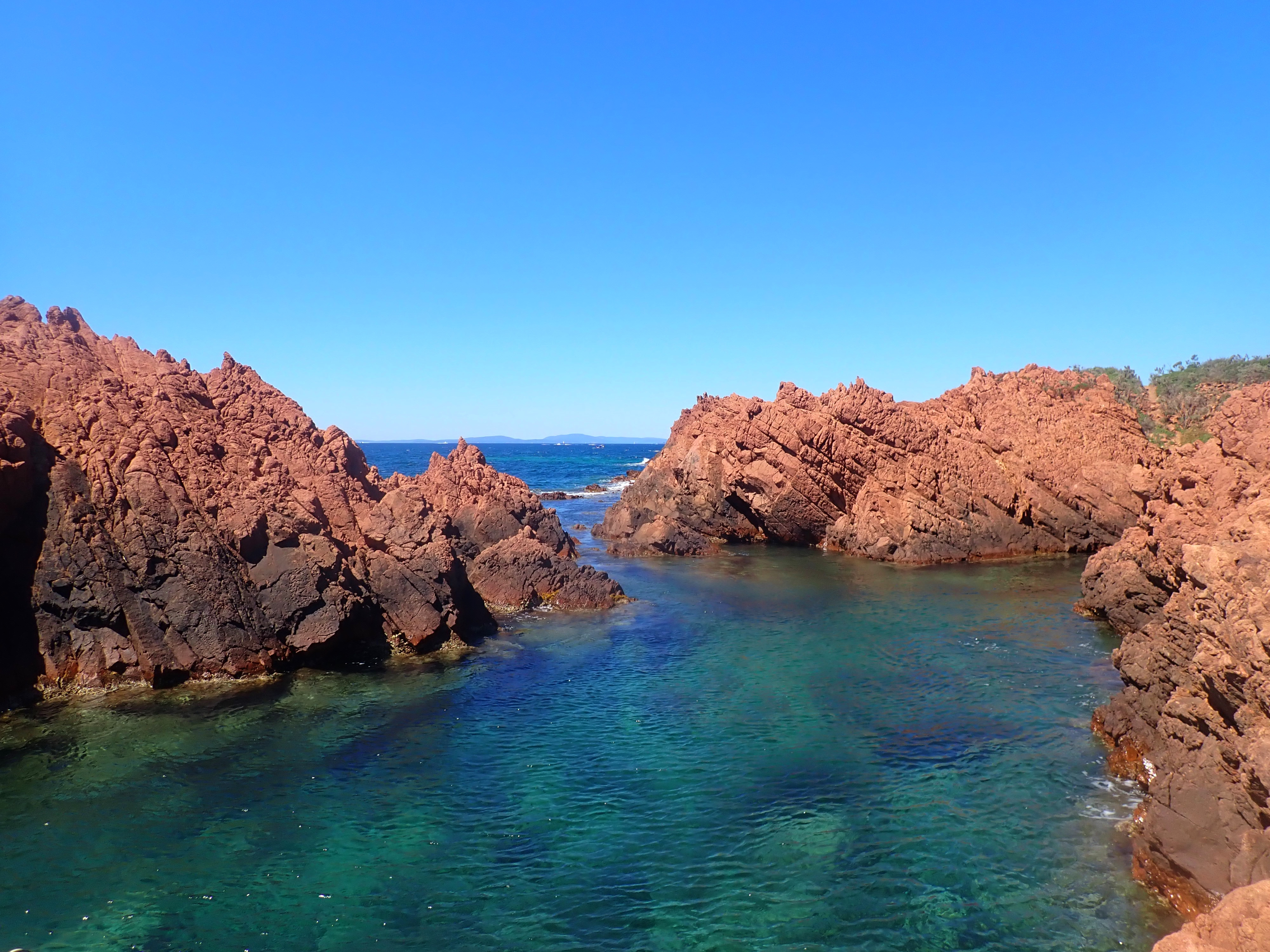
Les roches rouges (rhyolite de l'île des Vieilles.